# 완전한 사육
《완전한 사육》(完全なる飼育)은 1999년부터 시작된 일본의 영화 시리즈이다.

## 작품

### 완전한 사육 - 신주쿠 여고생 납치사건
《완전한 사육 - 신주쿠 여고생 납치사건》(完全なる飼育, The Perfect Education)은 일본에서 제작된 와다 벤 감독의 1999년 드라마, 범죄 영화이다. 다케나카 나오토 등이 주연으로 출연하였다.

#### 출연
주연
- 다케나카 나오토
- 고지마 히지리
- 키타무라 카즈키
- 사와키 아사미
- 츠카모토 신야

조연
- 미주시마 카추스키
- 이시이 미츠코
- 이즈미야 시게루
- 와타나베 에리
- 가츠 이시마츠
- 히데키 손
- 노기 료스케
- 미나구치 유코
- 사토 케이

#### 기타
- 원작자: 마츠다 미치코

### 완전한 사육 2 - 사랑의 40일
《완전한 사육 2 - 사랑의 40일》(完全なる飼育 愛の40日, Perfect Education 2: 40 Days Of Love)은 일본에서 제작된 니시야마 요이치 감독의 2001년 드라마, 스릴러, 범죄 영화이다. 후카미 리에 등이 주연으로 출연하였고 마에다 시게지 등이 제작에 참여하였다.

#### 출연
주연
- 후카미 리에
- 히다 야스히토
- 다케나카 나오토
- 노다 요시코

조연
- 후지모토 사오리
- 이시와라 마코토
- 이토 메구미
- 나카가와 사토시
- 니시다 모모코
- 스즈키 키지
- 타다 유키요
- 도쿠이 유
- 야마토 유키오
- 야마우치 에미코

#### 기타
- 원작자: 마츠다 미치코
- 미술: 시오타 히토시
- 배역: 와타비키 치카토

### 완전한 사육 3 - 홍콩정야
《완전한 사육 3 - 홍콩정야》(禁室培慾3 香港情夜)는 일본에서 제작된 양덕삼 감독의 2002년 영화이다. 다케나카 나오토 등이 주연으로 출연하였고 양덕삼 등이 제작에 참여하였다.

#### 출연
주연
- 다케나카 나오토
- 임설
- 하화초
- 이토 카나
- 후카미 리에

#### 기타
- 원작자: 마츠다 미치코

### 완전한 사육 4 - 비밀의 지하실
《완전한 사육 4 - 비밀의 지하실》(完全なる飼育 秘密の地下室, Perfect Education 4 Shiiku Himitu No Tikasitu)은 일본에서 제작된 미즈타니 토시유키 감독의 2003년 스릴러 영화이다. 야마모토 타로 등이 주연으로 출연하였다.

#### 출연
주연
- 야마모토 타로
- 시라타 히사코
- 다케나카 나오토
- 카토 하루코

### 완전한 사육 5 - 미용사의 사랑
《완전한 사육 5 - 미용사의 사랑》(完全なる飼育 女理髪師の恋, The Perfect Education 5: Amazing Story)은 일본에서 제작된 코바야시 마사히로 감독의 2004년 스릴러 영화이다. 키타무라 카즈키 등이 주연으로 출연하였고 하타노 유카리 등이 제작에 참여하였다.

#### 출연
주연
- 키타무라 카즈키
- 오기노메 케이코
- 다케나카 나오토
- 하야시 야스후미
- 사토 지로

#### 기타
- 원작자: 마츠다 미치코
- 미술: 리즈카 유코

### 완전한 사육 6 - 붉은 살의
《완전한 사육 6 - 붉은 살의》(完全なる飼育 赤い殺意, Perfect Education 6 - Red Murder)는 일본에서 제작된 와카마츠 코지 감독의 2004년 범죄, 드라마, 스릴러 영화이다. 오오사와 미키오 등이 주연으로 출연하였고 사토 토시히로 등이 제작에 참여하였다.

#### 출연
주연
- 오오사와 미키오
- 이토 미카
- 사노 시로
- 이시바시 렌지

#### 기타
- 원작자: 마츠다 미치코
- 조명: 와타나베 야스시
- 음향: 카와시마 카즈요시
- 미술: 키류우 카즈유키

### 아키하바라의 하녀카페: 완전한 사육
《아키하바라의 하녀카페: 완전한 사육》(完全なる飼育　メイド、)은 일본에서 제작된 후카사쿠 켄타 감독의 2010년 드라마 영화이다. 아야노 등이 주연으로 출연하였다.

#### 출연
주연
- 아야노
- 야나기 코타로

조연
- 마에다 켄
- 쿠로카와 메이
- 다케나카 나오토
- 니시무라 마사히코
- 히사노 마사히로

#### 기타
- 원작자: 마츠다 미치코

## 같이 보기
- 완전한 사육 2007